# Singapur na Letnich Igrzyskach Olimpijskich 1976
Singapur na Letnich Igrzyskach Olimpijskich 1976 nie zdobył żadnego medalu.

## Reprezentanci

### Judo
Mężczyźni
- Koh Eng Kian - waga półciężka - 18. miejsce

### Lekkoatletyka
Kobiety
- Chee Swee Lee - 800 metrów - odpadła w eliminacjach

### Podnoszenie ciężarów
Mężczyźni
- Chua Koon Siong - waga piórkowa - 12. miejsce

### Strzelectwo
Mężczyźni
- Frank Oh - trap - 40. miejsce